# Ostralka
Ostralka je český název některých kachen rodu Anas. Ačkoli se v češtině používá jako název rodový, značí podrod Dafila.

## Druhy
K ostralkám se řadí následující druhy kachen:
- ostralka bělolící (Anas bahamensis) Linné, 1758
- ostralka kerguelenská (Anas eatoni) (Sharpe, 1875)
- ostralka rudozobá (Anas erythrorhyncha) Gmelin, 1789
- ostralka štíhlá (Anas acuta) Linné, 1758
- ostralka žlutozobá (Anas georgica) Gmelin, 1789